# Prairie Farm
Prairie Farm est un village du comté de Barron, dans l'État du Wisconsin, aux États-Unis. En 2020, il comptait une population de 494 habitants.